# Bou de Kobe

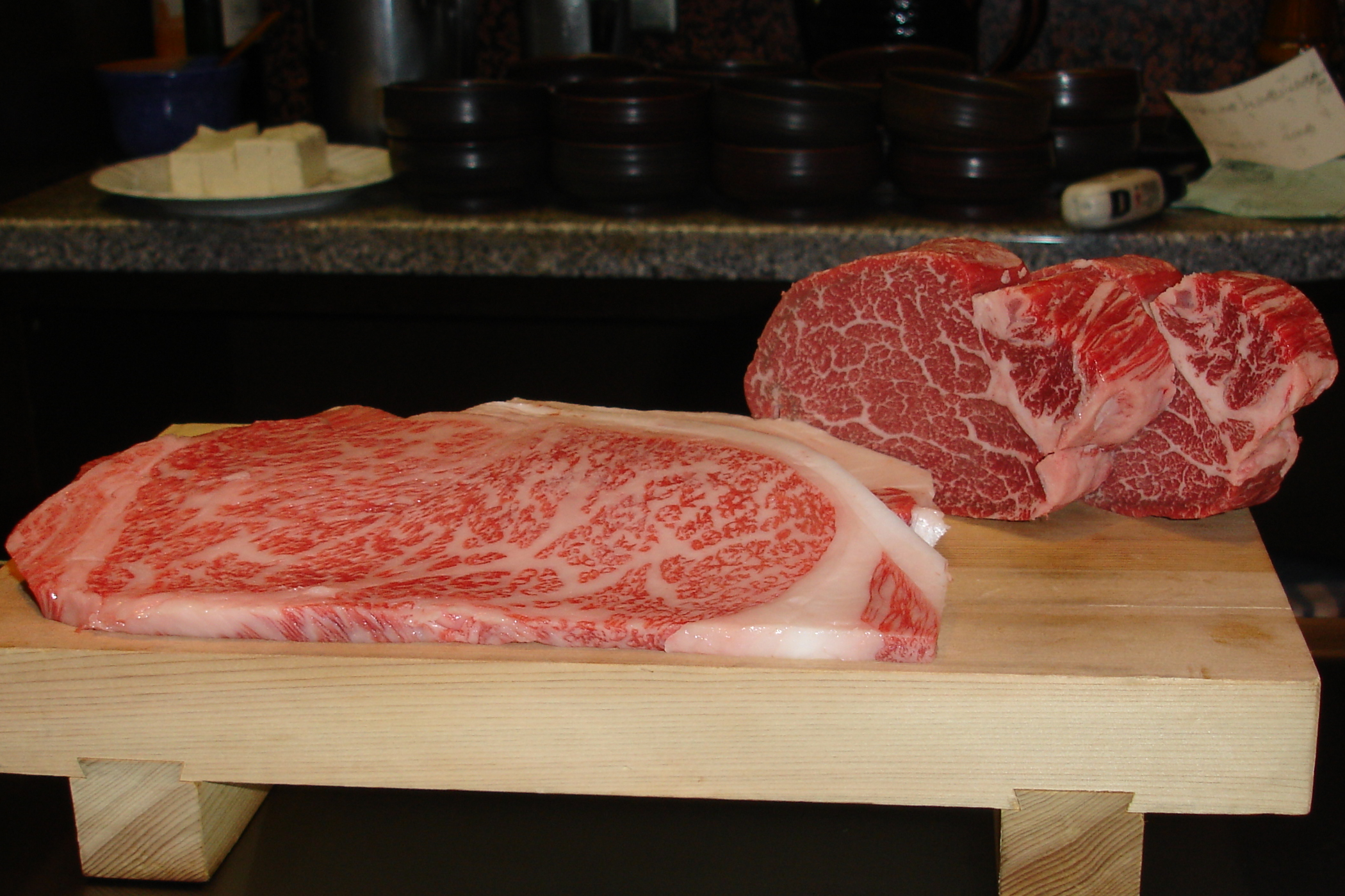
Talls de bou de Kobe.

S'anomena bou de Kobe (en japonès 神戸ビーフ, Kōbe Bīfu) o vedella de Kobe a la carn de vedella dels exemplars de la raça Tajima-ushi de boví Wagyū, animals que han estat criats d'acord amb una estricta tradició en la prefectura de Hyōgo (Japó). Aquesta carn sol considerar-se una delícia, sent famosa pel seu sabor, tendresa i textura. El bou de Kobe pot preparar-se com a filets, sukiyaki, shabu-shabu, sashimi, i teppanyaki. El bou de Kobe també s'anomena Kobe-niku mot que vol dir literalment carn de Kobe, o Kobe gyu literalment "vaca de Kobe" en japonès.

## Història
El boví Wagyū que produeix aquesta molt benvolguda carn va ser introduït al Japó al segle II com a animal de càrrega usat en el cultiu d'arròs. A mesura que el consum de vedella es va fer més prominent en la societat, els grangers van començar a contractar obrers per fer massatges als lloms dels animals per millorar la qualitat de la carn. La topografia muntanyenca de les illes japoneses proporciona petites regions de cria aïllades, resultant en vacades que van desenvolupar i van mantenir qualitats en la seva carn que difereixen significativament d'altres races de boví. L'aïllament de vacades i les peculiars tècniques d'alimentació que van resultar de la limitada disponibilitat de terres han portat a trets distintius que fan a la carn superior en el marbrejat i en el contingut de greixos insaturats enfront de saturats.

## Bou de Kobe original
El bou de Kobe és una marca registrada al Japó per la Conferència per a la Promoció de la Distribució del Bou de Kobe. Ha de complir les següents condicions:
- Boví de Tajima nascut en la prefectura de Hyōgo;
- Criança en granja en la prefectura de Hyōgo;
- Bou (toro castrat), per purificar-lo;
- Processament en escorxadors de Kobe, Nishinomiya, Sanda, Kakogawa o Himeji en la prefectura de Hyōgo;
- Quantitat de marbrejat (BMS) de nivell 6 o superior;
- Puntuació de Qualitat de Carn de 4 o 5;
- Pes brut de carn d'un animal no superior a 470 kg.

D'acord amb la creença popular, els animals són alimentats amb una cervesa diària i farratge de cereals, els fan massatges amb sake diàriament i raspallats, encara que aquesta creença no és certa. La Conferència de Promoció de la Distribució del Bou de Kobe planeja publicar un fullet en idiomes estrangers amb detalls sobre el bou de Kobe a causa d'ambigüitats sobre el que realment es considera com a tal, i al fet que molts turistes que visiten Japó sol·liciten informació sobre el producte.

## Bou «estil Kobe»
El massiu increment de popularitat del bou de Kobe en països estrangers ha portat a la creació del bou «estil Kobe», procedent de raça Wagyū creuada amb Angus criat localment, per satisfer la demanda. Granges als Estats Units i Regne Unit han intentat replicar les tradicions de Kobe, alimentant a les seves vaques Wagyū amb cervesa i donant-los massatges diaris amb sake temperat. Els productors de carn nord-americans afirmen que qualsevol diferència entre el bou «estil Kobe» i l'autèntic és cosmètica. Tanmateix, les vaques s'alimenten amb herba i gra locals, que són diferents dels japonesos, més cars. Els talls de bou «estil Kobe» nord-americà tendeixen a tenir una carn més fosca i un sabor més fort.